# Julija Jurenia
Julija Jurenia (ur. 27 maja 1992; biał.: Юлія Юрэня) – białoruska lekkoatletka specjalizująca się w biegu na 400 metrów.

## Kariera
Międzynarodową karierę zaczynała od zdobycia w 2009 roku złotego medalu letniego olimpijskiego festiwalu młodzieży Europy. Rok później podczas juniorskich mistrzostw świata dotarła do półfinału, a w 2011 została wicemistrzynią Europy juniorek. Reprezentantka Białorusi w meczach międzypaństwowych. 
Okazjonalnie startuje także w biegu rozstawnym 4 × 400 metrów. 
Rekordy życiowe: 
- stadion – 52,66 (13 lipca 2013, Tampere);
- hala – 54,06 (6 lutego 2013, Mohylew).